# Corumbá de Goiás
Corumbá de Goiás es un municipio de Brasil,situado en el estado de Goiás. Se encuentra situado a 130 km de Brasilia y a 102 km de Goiânia.
- Datos: Q985975
- Multimedia: Corumbá de Goiás / Q985975